# Castro del Río
Castro del Río es una localidad de la provincia de Córdoba, Andalucía, España. En 2019 contaba con 7655 habitantes. Su extensión superficial es de 219,92 km² y tiene una densidad de 35,84 hab/km².  
Castro del Río consta de una aldea llamada El Llano del Espinar. Dicha aldea consta de unos 600 habitantes, situado exactamente entre la campiña cordobesa y la Subbética. El nombre de dicha aldea surge porque su territorio, ya que antes de formarse era un machón de espinos en lo que se encontraba rodeado de varios cerros. Se ubica a unos 18 km de su respectivo pueblo.  

## Geografía
Integrado en la comarca de Campiña Este-Guadajoz, se sitúa a 44 kilómetros de Córdoba. El término municipal está atravesado por la carretera nacional N-432, entre los pK 312 y 321, y por la carretera autonómica A-309 (Montoro-Castro del Río), además de por carreteras locales que permiten la comunicación con Bujalance, Cañete de las Torres, Baena, Nueva Carteya, Montilla y Córdoba. 
| Noroeste: Córdoba  | Norte: Córdoba        | Nordeste: Cañete de las Torres |
| Oeste: Espejo      |                       | Este: Baena                    |
| Suroeste: Montilla | Sur: Montilla y Cabra | Sureste: Nueva Carteya         |

El relieve del municipio está definido por la campiña cordobesa atravesada por el río Guadajoz. La altitud oscila entre los 804 metros al sur (Torre del Puerto), en el límite con Cabra y Nueva Carteya, y los 200 metros a orillas del río Guadajoz. El pueblo se alza a 236 metros sobre el nivel del mar.

## Naturaleza
La característica que prevalece en el área es su antropización pues el 98% del espacio en tratamiento presenta alteraciones humanas de distinto calibre.

### Flora
Las especies arbóreas más representativas de los cursos fluviales son: taraje (Tamarix sp.), olmo (Ulmus minor), álamo (Populus alba), chopo (Populus nigra), fresno (Fraxinus angustifolia) y eucaliptos (Eucalyptus camaldulensis). Las especies herbáceas y arbustivas principales son: caña (Arundo donax), enea (Typha domingensis), zarza (Rubus ulmifolius) y aladierno (Rhamnus alaternus). Las especies arbóreas más representativas no ligadas a los cursos de agua son el acebuche (Olea europaea), encina (Quercus rotundifolia), quejigo (Quercus faginea). 

### Fauna
Como elementos más representativos de la fauna del municipio han de destacarse aves y mamíferos. El ave más representativa es el cernícalo primilla (Falco naumanni) con una colonia en el casco urbano que supera las 60 parejas, siendo el número de parejas del término municipal de 80 parejas.
El río Guadajoz juega un importante papel en la migración de las aves, ofreciendo refugio a miles en época de paso. También es importante el ecosistema de la campiña donde las especies esteparias más representativas son la carraca (Coracias garrulus), el sisón (Tetrax tetrax), la avutarda (Otis tarda), el aguilucho cenizo (Circus pygargus), la cogujada (Galerida cristata), la perdiz (Alectoris rufa), la codorniz (Coturnix coturnix), la tórtola (Streptopelia turtur) en grave decadencia, el alcaudón común (Lanius senator), la collalba rubia (Oenanthe hispanica), el alzacola (Cercotricas galactotes), la calandria (Melanocorypha calandra)... 
Las rapaces nocturnas más destacadas son la lechuza (Tito alba), el mochuelo (Athene noctua), el autillo (Otus scops), el búho real (Bubo bubo), el cárabo (Strix aluco) y el búho chico (Asio otus). Se encuentran cinco especies de hirundínidos: golondrina común (Hirundo rustica), golondrina dáurica (Hirundo daurica), avión zapador (Riparia riparia), avión roquero (Hirundo rupestris) y avión común (Delichon urbica), aunque el avión roquero no cría en el municipio. La mayoría de los paseriformes están representados en nuestro municipio. Es notoria la gran avenida de zorzales y currucas que aprovechan la maduración de la aceituna para su alimentación en invierno.
Los mamíferos más representativos son: erizo común (Erinaceus europaeus) y moruno, el conejo (Oryctolagus cuniculus), el zorro (Vulpes vulpes), la liebre, el tejón, la comadreja, el murciélago común y el rabudo, la rata y el ratón campestre.
De entre los reptiles destacamos la salamanquesa (Tarentola mauritanica), la culebra de agua (Natrix maura) y el lagarto ocelado (Lacerta lepida).
Los peces más representativos son: la boga, anguilas y sobre todo el barbo gitano.

## Historia
Los primeros pobladores de Castro del Río, los encontramos ya en la Prehistoria. Los estudios de sus tierras nos demuestran la intensidad de su poblamiento y la benevolencia de las mismas desde la Edad de los Metales. Se han encontrado restos neolíticos, ibéricos (recinto fortificado y exvotos), cerámica griega y campaniense, inscripciones romanas y visigodas, etcétera.
Algunas expertos consideran que Castro del Río fue fundado por el pretor de la España Ulterior, Lucio Postumio. Durante las guerras civiles entre César y Pompeyo, Castro se mantuvo al lado de César. Tuvo en la época árabe una gran importancia con el desarrollo del regadío y porque su conquista facilitó la entrada en Córdoba cuatro años más tarde. Al ser incorporada a la corona de Castilla se le cedió su señorío a esta ciudad. 
El subsuelo de Castro del Río está lleno de testimonios de las culturas que pasaron por el mismo (se han hallado monedas egipcias). La historia del pueblo castreño se relaciona con personajes tan célebres y destacados como Fernando el Católico, que en junio de 1483 llegó a Castro del Río para reunirse con los cien mil soldados que le acompañaron a la conquista de Granada. En este pueblo también estuvo encarcelado Cervantes cuando era cobrador de alcabalas (impuestos por ventas), a causa de unas desavenencias con la Iglesia.
La población de Castro del Río - J. A. Mizal, en un nuevo estudio sobre la obra Los caminos de Al-Andalus en el siglo XII de Al-Idrisi, identificada con el castillo de Qasira o Qasruh, estaba ubicada en el camino de Córdoba a Elvira. Se desarrollaría durante la época islámica, construyéndose probablemente su recinto amurallado al quedar el territorio cordobés en primera línea de frontera en el siglo XII. Las primeras noticias sobre Castro son de 1236, cuando aún estaba en poder de los musulmanes. En 1240 fue conquistada por Fernando III mediante pacto, iniciándose a continuación el repartimiento de sus tierras. Castro del Río, constituida a principios del siglo XIV por el Castillo, la Villa y un arrabal extramuros, se verá condicionada por su situación fronteriza y su ubicación en la zona de penetración desde Córdoba a Granada por el valle del Guadajoz.
En la primavera de 1333, aunque Francisco Fernández de Béthencourt afirmó equivocadamente que fue en 1331, el rey Muhammed IV de Granada asedió durante tres días el municipio de Castro del Río con un poderoso ejército, y los musulmanes atacaron la mencionada villa con tanto ímpetu que en un solo día llegaron a derribar seis de los «recios portillos» de sus murallas. Pero el ataque de los granadinos fue frenado por algunos caballeros de la ciudad de Córdoba desde el castillo de Espejo, donde se hallaban Martín Alfonso de Córdoba el Bueno y Pay Arias de Castro, aunque hubo discrepancias en cuanto al modo de defender Castro del Río, ya que unos creían que lo mejor era penetrar en el castillo lo antes posible, y otros pensaban que la resistencia en el interior era insostenible y que lo mejor que se podía hacer era «negociar la salida» de sus moradores, aunque en esos momentos Martín Alfonso de Córdoba manifestó que lo «defendería o moriría en él». Y el asedio de Castro del Río fue descrito del siguiente modo por Alejandra Recuero Lista en su tesis sobre el reinado de Alfonso XI de Castilla:

Los hombres de Martín Alfonso encontraron que los musulmanes estaban cansados después de la batalla, y que tenían poca guardia, pues su misión era no dejar salir a nadie, no impedir que entraran. Aprovechando estas circunstancias, los castellanos entraron en el arrabal y encontraron las puertas cerradas. Los de Castro estaban demasiado cansados para abrirles las puertas, pero les facilitaron la entrada por un portillo. Sin embargo, los hombres que habían acudido a pie no pudieron seguir el paso de los caballeros, y pronto cayeron en manos de los musulmanes. Una vez dentro, los hombres de Martín Alfonso, viendo el mal estado en el que se encontraba la fortaleza y los hombres que la defendían, hicieron todo lo que pudieron para reparar los daños, pero el trabajo era de tal magnitud que pronto se dieron cuenta de que era imposible mantener el cerco durante mucho tiempo, por lo que decidieron enviar mensajeros a Espejo y Córdoba pidiendo que un grupo de hombres acudiera al castillo por la noche, donde encontrarían a los moros cansados, y que, una vez allí descercaran el lugar o entrasen en el castillo para defenderlo. El plan llegó a oídos de los granadinos cuando uno de los mensajeros fue capturado, por lo que Muhammad IV decidió combatir durante el día el castillo de la forma más contundente posible para conseguir tomarlo ese mismo día, pues si esperaban hasta la noche los cordobeses se les echarían encima. A pesar de no contar con suministros, ni con flechas que lanzar desde las almenas, la resistencia de los cristianos que se encontraban dentro del castillo de Castro fue estoica. Cuando uno de los portillos cayó, fue defendido fieramente por Martín Alfonso. Sin embargo, también el otro lado del muro estaba cediendo, por lo que un hombre le mandó llamar para que les enviase refuerzos. Martín Alfonso respondió que no podía, pues si prescindía de alguien en el portón, este caería definitivamente. Esta era la situación cuando llegó la noche y Muhammad IV ordenó a sus tropas que regresasen al campamento, momento que fue aprovechado por Martín Alfonso para enviar nuevos mensajes a Espejo pidiendo más hombres que les ayudasen a defender el castillo. Finalmente los de Espejo respondieron a la petición y, nada más llegar, se pusieron a reconstruir el muro. Cuando llegó el amanecer, los musulmanes se retiraron y dejaron el lugar en manos cristianas.

Y conviene señalar que el asedio de Castro del Río, que terminó con la derrota de los musulmanes, fue relatado minuciosamente en el capítulo CXI de la Crónica de Alfonso XI y también en el capítulo CXXIX de la Gran Crónica de Alfonso XI.
Castro del Río tuvo una vida religiosa muy intensa a lo largo de los siglos bajomedievales y de la modernidad, como se demuestra nada más que con la enunciación de su extenso patrimonio histórico-artístico. Fue cabeza del Arcedianato de la Campiña, gozando de una importante situación económica.
Con la incorporación en 1565 al Marquesado de Priego, Castro del Río queda sometido a la jurisdicción señorial, situación que se mantiene a lo largo de la Edad Moderna.

### Época de conflictos sociales
La villa de Castro del Río sufrió todos los vaivenes políticos y militares que caracterizan la historia más temprana del siglo XIX provincial.
La enfrentada realidad socioeconómica de Castro, junto a la temprana conciencia social de su grupo proletario, fortalecieron el predominio incuestionable de las corrientes libertarias en el periodo finisecular del siglo XIX y en buena parte del XX. Tanto es así que Juan Díaz del Moral calificó a Castro del Río como un "vivero de propagandistas".
Según el propio Díaz del Moral desde 1913, Castro del Río se convertirá en la "Capital del sindicalismo cordobés". Viñas Hierro, tras volver del exilio en América, creó el grupo anarquista "Alas" y una publicación con el mismo nombre. A partir de abril de 1915, la FAN (Federación Nacional de Agricultores) tendrá en Castro su cabeza centralizadora para toda la región cordobesa. Esta relevancia culminará con la celebración de los Congresos anarcosindicalistas de 1918 y 1919 convocados por la SOV y el CIO. Ha dicho congreso asistieron además socialistas de Montilla, republicanos de Montalbán de Córdoba e incluso monárquicos de La Rambla.
Durante el Trienio Bolchevique se realizaron diferentes huelgas coordenadas cuyos planes habían sido trazados en dichos congresos y cuyo objetivo era la élite agraria. Las peticiones de los obreros agrícolas fueron cuatro: Subir los jornales, expulsión de los forasteros (procedentes de lugares más pobres y que aceptaban peores condiciones laborales), la abolición del destajo y colocar a los parados. De las cuatro peticiones se hizo mayor hincapié en la abolición del destajo, sistema muy rentable para el patrón pues aseguraba una recolección más rápida y con el que empleaba menos mano de obra de la necesaria si lo que se hubiese hecho es trabajar por un jornal diario. Con un seguimiento masivo, 2400 campesinos, se pudo conseguir un aumento del salario, pero no la abolición del destajo.
La enfrentada realidad socioeconómica a la que hemos hecho mención unido a lo dicho anteriormente, tendrá sus consecuencias en los siguientes años.
Un mes antes del Golpe de Estado de 1936, con la proclamación del comunismo libertario apareció en las calles el "edén anarquista" según palabras de Franz Borkenau. El último gobernador civil de Córdoba, Antonio Rodríguez de León, cargó contra vecinos del pueblo que se venían imponiendo sobre las mayoría por declarar "huelgas totalmente absurdas" cuyas reivindicaciones eran 6 horas de trabajo y el empleo de toda persona apta para las labores del campo durante 50 días. La duración de la huelga fue de 6 días.
El 18 de julio, un día después del Golpe de Estado, se declaró una huelga general revolucionaria por parte de las Juventudes Libertarias y la FAI. Se creó un comité compuesto exclusivamente por faístas que al día siguiente fue disuelto para formarse un comité de guerra y el del Frente Popular que bajo la presidencia de Lucas Centella Aranda y formado por faístas, miembros de la SOV y con la participación de algún republicano y socialistas.
Durante la Guerra Civil, las represalias y sanguinarios escarmientos protagonizados por uno y otro bando hacen palidecer a la conciencia más serena;[cita requerida] tal fue el grado de enconamiento de la represión mutua.[cita requerida] El 26 de septiembre de 1936 el pueblo pasó a estar sujeto a la Zona Sublevada. Ese mismo mes Franz Borkenau dijo del pueblo que "en muchos aspectos se parece a lo introducido  por los anabaptistas en 1534".

## Demografía
Castro del Río cuenta con una población de 7612 habitantes (INE 2024).
| Gráfica de evolución demográfica de Castro del Río entre 1842 y 2021                                                |
| |
| Población de derecho según los censos de población del INE Población de hecho según los censos de población del INE |

## Economía

### Evolución de la deuda viva municipal
| Gráfica de evolución de Deuda viva del Ayuntamiento de Castro del Río entre 2008 y 2019                                |
| |
| Deuda viva del Ayuntamiento de Castro del Río en miles de Euros según datos del Ministerio de Hacienda y Ad. Públicas. |

## Administración y gobierno
Desde la celebración, en 1979, de las primeras elecciones municipales, tras la aprobación de la Constitución Española de 1978, estas han sido las personas que han ostentado la alcaldía:
| Mandato   | Nombre del alcalde                | Grupo |
| --------- | --------------------------------- | ----- |
| 1979-1983 | Rafael López-Toribio Luque        | PCE   |
| 1983-1987 | Santiago Moreno Castro            | PSOE  |
| 1987-1991 | Santiago Moreno Castro            | PSOE  |
| 1991-1995 | Fernando Garrido López            | PSOE  |
| 1995-1999 | Francisco Villatoro Centella      | PSOE  |
| 1999-2003 | Juan Merino Cañasveras            | IU    |
| 2003-2007 | Juan Merino Cañasveras            | IU    |
| 2007-2011 | José Antonio García Recio         | PSOE  |
| 2011-2015 | José Luis Caravaca Crespo         | IU    |
| 2015-2019 | José Luis Caravaca Crespo         | IU    |
| 2019-2020 | María de los Ángeles Luque Millán | VpCL  |
| 2020-2021 | Salvador Millán Pérez             | PSOE  |
| 2021-2023 | Julio José Criado Gámiz           | PP    |
| 2023-     | Julio José Criado Gámiz           | PP    |

Esta es la composición actual del pleno municipal:
| Partido político   | 2023  | 2023       | 2023 |
| Partido político   | %     | Concejales |      |
| Partido Popular    | 38.41 | 6          |      |
| Izquierda Unida    | 22.24 | 3          |      |
| Partido Socialista | 21.81 | 3          |      |
| Por castro         | 10.71 | 1          |      |

## Patrimonio
- Iglesia San Asciclo: Esta iglesia, del siglo XVIII, se caracteriza por tener una arquitectura en miniatura,

aunque tiene todos los componentes propios de un templo conventual. Presenta planta de cruz latina con tres naves, crucero y ábside cuadrangular. Posee una portada elegante y ordenada de la misma época que la iglesia.
En ella se conservan diferentes esculturas en madera tallada y policromada y óleos sobre lienzo, todo del mismo siglo XVIII
- Convento de Scala Coeli: Esta torre es lo único que se conserva de la iglesia del antiguo convento de Santo Domingo de Scala Coeli, del siglo XVII. Declarada Bien de Interés Cultural. Dicha torre servía de campanario y estaba formada por un cuerpo prismático liso y rematada por el cuerpo de campanas.

- Barrio de la Villa: En el aspecto urbano, Castro es un ejemplo más de pueblo-fortaleza: así lo demuestra su organización en la cima de una colina y la existencia de un recinto amurallado en torno a lo que fue la primitiva ciudad, hoy barrio de la Villa, todo ello acentuado por la barrera defensiva que suponía el río, rodeando por el sur el emplazamiento de la población.

Por tanto, podemos contar en la actualidad con los límites del casco urbano, que fueron establecidos en el momento de la "Reconquista" por Fernando III en 1.240. Lo que ha llegado hasta nosotros es bajomedieval, si bien el trazado y algunos restos podrían ser más antiguos. La estructura material es a base de mampostería y tapial, aunque también aparecen otros elementos como el ladrillo. 
Las casas blancas y las calles angostas conforman una sencilla estampa de luz, dando un toque de singularidad a este hermoso pueblo de la campiña, embellecido con pintorescos arcos que atraviesan las calles principales en sus principales accesos, destacando los de Martos, el Agujero y la Cuesta de Santo Cristo. 
Dignas de destacar en el trazado urbano son las construcciones de importantes casas solariegas. Son sencillas viviendas de grandes fachadas encaladas, con pocos huecos, sobre todo en la planta baja. En la planta alta, son frecuentes los ventanales con rejas voladas sostenidas por repisas en forma de nácela, que se prolonga desmedidamente hacia abajo. 
Un interés particular tiene la "Casa Mendoza", que según parece, fue un notable palacio que algunos relacionan con la Princesa de Éboli. Es de destacar su portada, un arco de medio punto de elegantes proporciones rodeado de un recio almohadillado, muy bien compuesto y algunos relieves en la parte superior. Debe ser de las últimas décadas del siglo XVI. Existen una serie de leyendas en torno a esta construcción, una de ellas relacionando este edificio con la presencia de doña Ana de Mendoza y de la Cerda, Princesa de Éboli, que según la tradición, estuvo confinada en Castro del Río y sufrió prisión en esta mansión. 
Parece ser que el origen de esta vinculación pertenece exclusivamente a la sinonimia de apellidos. Otra leyenda, relaciona esta vivienda con un Conde de Mendoza, quien la utilizó como palacio. 
Otro ejemplar más complejo es la "Casa de los Valdelomar", en la que tanto el enmarque de la puerta como el gran balcón que se abre sobre ella son de piedra con pilastras, molduras y cornisas, con un gran escudo de armas sobre el conjunto. Las restantes fachadas rompen su monotonía con la portada, casi siempre de piedra, a veces de ladrillo, adintelada, coronada por simple cornisa, sobre la que se abre un hueco entre los ángulos de un frontón partido. 
- Triunfo de San Rafael: Arcángel custodio de finales del siglo XVIII. Este monumento fue construido entre los siglos XVIII y XIX, debido a la influencia que llegaba desde Córdoba, ciudad donde el Arcángel es custodio.

Está construido en una plaza y consta de un pedestal que soporta otro más estrecho, seguido de una esbelta columna estriada, coronada por un capitel corintio, en la que una peana sirve de base a la figura del Arcángel. Declarado Bien de Interés Cultural.
- Parroquia de la Asunción: La Iglesia Parroquial dedicada a Nuestra Señora de la Asunción, está situada en la parte más elevada de la población, en las inmediaciones del Castillo. Su fundación se remonta hacia el siglo XIII (1240 aprox.) y según algunos autores está emplazada en el mismo lugar donde hubo una mezquita. De ésta se conserva el alminar, usado hoy como campanillo.

En el interior, la iglesia ha mantenido su organización mudéjar. Es una planta de tres naves, con cabecera triple y con capillas abiertas al lado izquierdo. Las naves se separan entre sí con arcos de medio punto apuntados que apoyan sobre pilares. Las cubiertas con bóveda de arista tapan la antigua armadura mudéjar. 
En el exterior presenta una portada de piedra datada hacia 1538. Sobre ella se eleva la torre campanario, reformada en el primer tercio del siglo XVII. 
Posee una gran variedad de escultura, pintura y orfebrería. Entre ellas destaca una imagen del Crucificado de 1700, la sillería del coro de 1717, una pequeña tabla de la Virgen del Rosario de hacia 1600, o diferentes óleos. 
- Restos Arqueológicos: Desde el siglo XVIII a nuestro días, el conocimiento de las fuentes arqueológicas y la catalogación de documentos dispersos por diferentes archivos han venido iluminando de manera importante la historia de Castro.

La historia local, se encuentra muy diversificada en razón de los distintos núcleos de población que radicaron en el término actual. Por orden de antigüedad, la posible ubicación de la antigua Bursábolis de Hircio, el actual núcleo de Castro del Río sería Castro el Viejo, el de los legendarios orígenes, el pequeño poblado de los almijares y la medieval Villanueva de Carchena. 
La introducción de las corrientes orientalizantes se deja sentir en muchos asentamientos del Bronce Final, como Guta, Cotijo de Pérez Estrella, Cortijo de Monterrite, de Benagonzalillo... a través de productos tan característicos como las cerámicas grises o pintadas. 
Durante la Época Ibérica, se asiste a una sistemática ocupación del valle del Guadajoz. Algunos de los asentamientos se remontan al Bronce Final y Orientalizante, otros van a ser ocupados por primera vez. Dentro del primer grupo, se incluye también el casco antiguo de Castro del Río, donde se han encontrado restos materiales de adscripción ibérica (cerámicas pintadas) e incluso más antigua, a lo cual hay que sumar una escultura que representa un león de clara tipología ibérica, que se conserva en el Museo Arqueológico Provincial de Córdoba. 
Además de estos emplazamientos, se ha documentado una extensa red de recintos que jalonan las principales vías de comunicación, tanto el curso del Guadajoz como el acceso a las tierras de la Subbética. También en este caso, muchos de ellos se remontan al Bronce Final Orientalizante, mientras que otros son ocupados por primera vez. 
Con el inicio de la romanización, se produce una proliferación de yacimientos que constituyen el más fiel reflejo de la intensidad y grado de aceptación que tuvieron en este territorio las nuevas corrientes culturales. En muchos casos, prosigue la ocupación de los recintos antes citados, manifestadas a través de la presencia de cerámicas campanienses, sigillatas, cerámica común, y abundantes fragmentos de tégulas. 
Esta tendencia a la continuidad en el lugar de hábitat se evidencia también en el recinto urbano de Castro del Río, que ha proporcionado numerosos restos materiales romanos, así como en yacimientos de su entorno, mientras que otros son producto de la gran expansión poblacional de la época. 
En cuanto a las obras públicas, se han constatado restos de acueductos, en el Cortijo de Calderón, el Piloncillo y el Tomillar, además del Puente sobre el Guadajoz en Castro (hoy desaparecido) y cuyo origen romano resultaba indiscutible para algunos autores. 
- Torreparedones: Castro el Viejo, Torreparedones o Paredones de Medina. Ciudad ibérica y castillo medieval en el límite de los términos municipales de Castro y Baena, recogiendo en su recinto terrenos de los dos términos en la cota 360, dominando el valle del Guadajoz y la Campiña al norte. Situada a 11 kilómetros noroeste de Castro del Río, y 10 de la desaparecida ciudad de Izcar.

El recinto de la ciudad antigua, tiene cabida para unas 800 casas y más de 3000 habitantes, pero por los restos en los terrenos vecinos se nota un intenso hábitat ibérico-romano en toda la extensión de este cortijo. Estatuas de mármol y calizas, relieves, ánforas y las célebres urnas de las familias ibero-romanas de los Pompeyos en el Museo Arqueológico Nacional y en el de Córdoba, son solo parte de los que aparecen por aquí. Tiene después de Ategua, las mayores murallas ibéricas de la provincia. 
Cerámica griega, campanienses ibéricas y romanas se encuentra por todas partes. Igualmente vemos un recinto que rodea la posición del castillo actual, restos de la fortificación ibero-romana sobre la que este castillo medieval fue levantado. 
El campo de hallazgos se extiende en varios kilómetros en los dos términos de Baena y Castro. 
Dominan el valle del Guadajoz e indudablemente tuvo presencia en el 45 a. C. en la Guerra Cesariana. Acaso fue la Bursábolis de Hircio. La ciudad continuaba en la época visigoda e incluso llegó al siglo XV como aldea. 
- Recinto Amurallado: arquitectura militar del siglo XII.

En Castro del Río, la arquitectura militar está protagonizada por la ciudadela fortificada de lo más alto de la población, en lo que es la vieja Villa y el Castillo, presentando una forma irregular adaptándose a la configuración del terreno. 
Fechada en el siglo XII, en época almohade, cuentan que cuarenta torres jalonaban la muralla. De ellas, todas cuadradas, había algunas con aposento de bóveda para guardia y defensa, torres que se elevan dos metros y medio o tres sobre el lienzo de muralla. Un adarve de seis metros y medio u ocho metros de anchura, permitía bordear el recinto, por lo que hubo de ser impresionante. 
Los lienzos de murallas son de mampostería en su parte baja, y de tapial en la superior, percibiéndose en algunas zonas verdugadas de ladrillo. 
Las torres que jalonan la muralla son cuadradas y están construidas como los lienzos, con mampostería y tapial, presentando sillares en las esquinas. 
La situación del recinto amurallado de Castro, como defensa de un núcleo urbano, debió tener nacimiento ya desde la época ibérica, pues como hemos observado en la arqueología, en la parte norte de la muralla, en una cata efectuada, se encontraron cerámicas ibéricas y un nivel romano bajo restos califales. Declarado Bien de Interés Cultural.
- Castillo Fortaleza: Formado parte del recinto amurallado se halla el Castillo, que queda en un extremo del mismo, junto a la Parroquia de la Asunción. Su fábrica parece remontarse al siglo XIV, aunque ofrece asimismo reformas y arreglos de tiempos posteriores, presenta en esencia una construcción cuadrangular no muy grande, con torres en sus esquinas, tres prismáticas y otra cilíndrica. En esta hay que destacar su aljibe, que ocupa el centro de la estancia y tiene una capacidad de 80 metros cúbicos.

La torre principal, la del Homenaje, que prácticamente conserva su altura, está situada junto a la puerta del recinto. Tiene una cámara superior cubierta por bóveda vaída. Declarado Bien de Interés Cultural.
- Iglesia del Carmen: Aunque en la actualidad es parroquia, los orígenes de este templo son conventuales, ya que formó parte del convento del Carmen Descalzo fundado en 1554. Es un templo de una sola nave abovedada de medios cañones, con esbelto crucero de cortos brazos, centrado por cúpula y ábside cuadrado.

Al exterior, la iglesia muestra dos portadas, la principal está realizada en ladrillo, con pilastras y molduras, en las que se ve el escudo del Carmelo. También se conserva adosado a la iglesia, el patio interior porticado del antiguo convento, con arquerías de medio punto sobre columnas. 
En este templo destacan las tallas del Cristo de la Misericordia, obra del escultor Castillo Lastrucci, la imagen de la Soledad de 1944 y el Santo Sepulcro. 
- Iglesia de Jesús: Esta iglesia, que en un principio fue ermita de San Benito, se trata de un interesante edificio de sencilla arquitectura, levantado en el siglo XVIII. Sigue el modelo usual de planta de cruz latina con brazos del crucero poco profundos.

Destacan en ella las pinturas murales que animan el crucero y su cúpula. En el interior de la iglesia, se puede observar el retablo mayor realizado en 1734 por Gaspar Lorenzo de los Cobos y las imágenes de Jesús Nazareno (que preside el retablo), San Juan y Nuestra Señora del Mayor Dolor, obras todas de Castillo Lastrucci. 
- Iglesia Madre de Dios: Realizada en 1430, ha sufrido reformas posteriores, figurando en sus portadas los años de 1607 y 1647. Resultado de todas esas obras, es uno de los templos más originales y curiosos de la provincia de Córdoba. Tiene planta trapezoidal y techumbre de madera. Destaca el retablo situado en el altar mayor del templo y cuyas pinturas aparecen fechadas en 1.606, así como los relieves de la cúpula del presbiterio y una cruz procesional.

- Ermita Virgen de la Salud: Esta ermita, construida a principios del siglo XVII, está dedicada a la patrona de Castro del Río. Antiguamente, se ubicaba a las afueras de la ciudad, pero en la actualidad se encuentra dentro de ella.

Es un edificio de una sola nave, dividida en tres tramos por sencillas pilastras y cubierta por medio cañón. El retablo es de madera tallada y policromada. Al final de la nave se encuentra el camarín con cúpula octogonal, en el que se encuentra la Virgen. 
- Pósito Municipal: No ha llegado a nosotros ninguna noticia acerca de la construcción de este Pósito, ni de las particularidades de su establecimiento.

Solamente guiándonos por su arquitectura, teniendo en cuenta su portada y sus particularidades constructivas, podemos situarnos hacia la primera mitad del siglo XVIII, particularmente respecto al cuerpo principal, si bien el cuerpo secundario anexo pudiera ser posterior. El único antecedente documental es una descripción de edificio inserta el libro de cuentas de 1752. Esta descripción coincide casi totalmente con el estado actual del edificio, salvo algunos postizos, sobre todo de tabiquería. 
Acusa una noble fachada dentro de su sencillez, muy digna para su nueva función de biblioteca pública.
- Casa consistorial: las Casas Consistoriales se instalaron en la que había sido mansión de los Duques de Medinaceli, cuyo escudo está en una dependencia del interior. La fachada es de 1874. Consta principalmente de un gran pórtico con cinco arcos de medio punto y en la parte superior de cinco balcones colocadas a eje con los arcos mencionados. Los pilares de la fachada son columnas enfundadas.

Está construido englobando parte de la vieja muralla, hoy muy deteriorada. 
Formando parte del actual Ayuntamiento, está el edificio llamado "Las Carnicerías" que incluye un bonito patio. 
- Museos de usos y costumbres: El Pósito agrícola que durante siglos albergó el grano y fue determinante en la vida económica de la población, se convierte en un punto de información y divulgación de los usos agrícolas.

Para ello en la planta baja se ha adaptado el espacio para museo con gran variedad de aperos de labranza y útiles ya desaparecidos. 
Las faenas agrícolas son narradas detalladamente con paneles explicativos y tiene también como atractivo una recreación con figuras realizadas a mano en madera de olivo. Este trabajo es obra del autodidacta castreño Francisco Romero Villatoro. 
- Reñidero de gallos: Se encuentra en el barrio de La Villa. Su construcción se realiza a finales del siglo XVIII o principios del S. XIX . Dicho lugar es considerado uno de los más antiguos de toda España donde se práctica dicha afición. Actualmente, se sigue practicando las peleas de gallos sin apostar a dichas peleas ya que es ilegal. Todos estos encuentros que se organizan en el reñidero, en los que se citan personas de las comarcas del alrededor,  son para la mejora de la raza.

## Fiestas
- Fiesta de la Candelaria:

Esta festividad se celebra por barrios, en los que los niños construyen con un palo y ruedas viejas una Candelaria, a la que ponen un muñeco de trapo en todo lo alto, le prenden fuego y juegan alrededor.
- San Blas:

Fiesta que se remonta a tiempos muy antiguos en los que las madres llevaban cintas a la iglesia a bendecirlas para luego ponerlas en la garganta a sus hijos y el santo (abogado de la garganta) les preservara del garrotillo (disteria). También era costumbre corgarle en esa cinta una rosca de pan para que se la comieran de camino a la escuela.
- Semana Santa:

La Semana Santa de Castro del Río está declarada Fiesta de Interés Turístico Nacional de Andalucía desde el año 2001.
Descata por los caracteres de antigüedad en su celebración, originalidad y diversidad de actos de la misma, que suponen, en conjunto, una manifestación de valores propios andaluces y de tradiciones populares de interés turístico. Castro del Río posee una de las Semanas Santas más antiguas y con tradiciones más arcaicas de la provincia de Córdoba, con hermandades datadas en el siglo XVI y siglo XVII, manteniendo la saeta antigua de finales del siglo XVIII (desde la saeta a rigor, pasando por la saeta de la vía sacra y la samaritana), y celebrando el Sermón del Paso con orígenes en el siglo siglo XVII, al amanecer del Viernes Santo. Mantiene a su vez una rica tradición músico-vocal con el coro de capilla que se remonta también al siglo XVII, con la interpretación del stabat mater y el miserere en las procesiones y motetes de tiempos muy pretéritos a lo largo de toda la Cuaresma. Igualmente conserva escoltas de romanos con más de 3 siglos de existencia y un sinfín de curiosidades como los paseíllos, los cruces de guiones, etc, que se esconden en el rico patrimonio tradicional de su Semana Mayor. 
- San Marcos:

En este día se conmemora la victoria sobre los moros en una batalla que tuvo lugar cerca de la población. Para recordarlo y celebrarlo, se sale al campo a comer y los niños llevan tambores, sables de madera y gorretinas, como recuerdo de aquella gesta guerrera.
- Cruz de mayo:

Son festejos tradicionales en los que se visten de flores las cruces y se adornan las calles, en especial el barrio de la Villa, el cual cobra una especial animación durante las noches.
- Romería de la Virgen de la Salud:

Esta romería es de origen muy reciente, pues empezó a celebrarse a raíz de la Coronación Canónica de la imagen en 1990. Fiesta muy animada y vistosa, congrega decenas de carrozas y miles de personas, que dirigidas por la Hermandad de la Virgen de la Salud, hacen el camino hasta una alameda, cruzando el río Guadajoz. Allí se oficia una misa rociera, discurriendo el resto del día con comida campera, cantes y bailes, volviendo al atardecer al pueblo.
- Feria de los caracoles:

Estas fiestas se realizan aproximadamente  en junio, en la calle Córdoba. Las fiestas duran tres días donde se da tributo a la época de los caracoles en los que los  establecimientos de bares que rondan la feria  exponen  su de gustación de dicho alimento. 
- Feria de Santiago:

Estas fiestas duran aproximadamente tres días, siendo el más importante el 25 de julio, por la bajada de la patrona, la Virgen de la Salud, en procesión desde su ermita hasta la parroquia, donde permanece hasta el primer domingo de octubre. 
- Feria de Agosto del Llano del Espinar:

Feria y Fiestas de la pedanía de Llano del Espinar, que se celebran en los días próximos a la Virgen de Agosto (día 15), en los cuales la población de la pedanía se multiplica.
- Feria real:

Esta feria data de los años veinte del siglo XIX.
Actualmente se sigue celebrando con gran variedad de festejos, tanto taurinos como flamencos y deportivos, sin olvidar la proclamación de la Reina de las Fiestas, las Dianas Mañaneras y los fuegos artificiales que ponen el broche a la fiesta. 
- Feria artesanal Ars Olea:

Ars Olea convierte durante varios días del otoño al Barrio de la Villa, en el referente de lo mejor de la artesanía, la gastronomía y la cultura del olivo y en la que se dan cita gran número de expositores, entre empresas y asociaciones, relacionados con la artesanía en general, la madera de olivo, la aceituna, los cosméticos, la gastronomía, los vinos de la tierra o la cerámica.
- La aurora:

En las madrugadas que van desde San Andrés hasta la Inmaculada, entre copitas de "machaquito", dulces de Navidad y las tradicionales coplas que entonan los campanilleros, se celebra esta fiesta tan arraigada en Castro, que culmina el día 8 de diciembre con misa y procesión de la Virgen. 
- Los mochileros:

Es costumbre en Castro del Río, que en la tarde-noche del 24 de diciembre, antes de la cena de Nochebuena, los niños del pueblo se vistan con disfraces, cantando por las casas villancicos, a cambio del aguinaldo. Antes de comenzar pronuncian la típica frase «¿Queréis mochileros?».

## Gastronomía
La gastronomía castreña es rica y variada y transcurre casi siempre al hilo de las festividades. Así por ejemplo, para la fiesta del Corpus Christi, son típicos los llamados Bollitos del Día del Señor. Igualmente típicas son las magdalenas, roscos blancos y pestiños de Semana Santa y los castillos de caramelo, que acompañan en las bodas a la tarta nupcial. Tampoco podemos olvidar sus famosas bizcochas que son regaladas frecuentemente cuando se va a visitar a un enfermo o a una recién dada a luz. Costumbre muy típica, es regalar la noche de Reyes unas pequeñas tartitas de bizcocho y merengue, que sustituyen al tradicional Roscón de Reyes de otros lugares. 
En cuanto a los embutidos, son muy famosos sus chorizos y morcillas, teniendo más prestigio las realizadas en las típicas matanzas caseras. Las albóndigas y el llamado albondigón son también dos platos típicos, así como los flamenquines, carnes a la brasa, etcétera.
De gran calidad ha sido siempre el aceite de oliva castreño, que se ha integrado bajo la denominación de origen Aceites de Baena, marca de reconocida trayectoria y prestigio.

## Cervantes en Castro del Río
Miguel de Cervantes Saavedra llegó a Castro del Río en 1587 por orden de Valdivia, con el objetivo de efectuar una buena saca de trigo.
Cervantes visitó en varias ocasiones la Villa, y debido a sus truculentas comisiones, en una ocasión fue a dar con su huesos en la cárcel, situada en los bajos del Ayuntamiento (hoy Punto de Información Histórica), y aquí, según el cervantista Jean Canavaggio, se gestaron las primeras páginas del Quijote.
Cervantes embargó en Castro del Río 200 fanegas de trigo a un canónigo y el Consejo, justicia y regimiento de la Villa, 1489 fanegas y media de trigo, así como cereales de propiedad eclesiástica.

## Costumbres
La Feria Real tiene lugar a mediados de septiembre.
Junto a los derivados del cerdo, destacan las albóndigas castreñas de carne, jamón y tocino, perdices, los guisos de borrego, lengua mechada, huevos a la bandera, lomo de naranjo y el gazpacho. En la repostería destaca el bizcocho con flan, las bizcotelas y los castillos de caramelos.

## Artesanía
En Castro del Río el sector artesanal de la madera de olivo tiene una gran importancia.
Los artesanos de la madera de olivo y los productos fabricados por este gremio suponen una seña de identidad en España para este pueblo y más aún si se tiene en cuenta que es uno de los pocos lugares donde se trabaja con la madera de olivo y posiblemente el único con tradición en la fabricación de muebles. 
Los artesanos de la madera de olivo de Castro del Río son guardianes de una parte muy importante de la cultura del pueblo, ya que los conocimientos adquiridos a lo largo de los años y que han ido pasando de generación en generación han sido preservados por estas personas. 
En los talleres aún se sigue manteniendo la tradición, mentalidad y estructura gremial, con maestros, oficiales y aprendices. 
Las confortables mecedoras son las que tienen una especial fama, tanto es así que hasta el mismísimo presidente estadounidense John F. Kennedy tuvo dos de ellas, proporcionadas a principios de la década de los sesenta por Joaquín Salido, uno de los carpinteros de la época en esta localidad.

## Deporte
Campeonato de España de doma vaquera (1994)
Campeonato de España de doma clásica (2005)
Campeonato de España de doma vaquera  (2005)
Campeonato de España de ponis (2007) incluyendo las modalidades de Saltos de Obstáculos, Doma clásica y Concurso completo de equitación.

## Castreños ilustres
- Francisco Algaba Luque (Músico) - (1871-1955)
- Joaquín Villatoro Medina (Músico compositor, director de orquesta, banda y coro, y docente) - (1911-1987)
- María Cordobés Quintana (Niña de Castro) (Cantaora) - (1912-2003)
- Cristóbal M. Toledo (Pintor) - (1941-2015)
- Juan Toribio García (Ilustrador y Diseñador) - (1942)
- Antonio Villa-Toro (Pintor) - (1949)
- Juan Antonio Jiménez Cobo (Jinete) - (1959)
- Antonio Pulido Gutiérrez (Economista, presidente de la Fundación Cajasol) - (1965)[24]

Véase también:

## Hijos adoptivos
- Carlos Castilla del Pino (1922-2009): neurólogo, psiquiatra y escritor.